# الأوقاف في الدولة الأموية

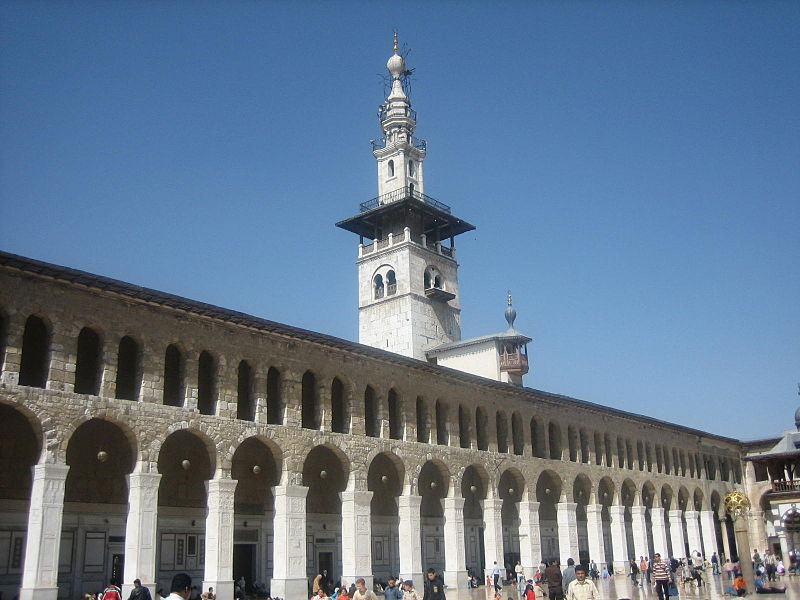
الجامع الأموي في دمشق

الأوقاف في الدولة الأموية استمر اهتمام الخلفاء الأمويين وعامة الناس بالأعمال الخيرية، والتي يُعَد الوقف واحداً منها، وأمر الخليفة هشام بن عبد الملك بإنشاء إدارة للأوقاف في هذا العهد، وازدهرت الأوقاف نظراً لاتساع الفتوحات، وكثرة الأموال التي تحصَّل عليها الفاتحون خلال العهد الأموي من الفتوحات الإسلامية، كما تنوعت مجالاتها في المساجد، والصحة، والتعليم، فلم يعُد قاصراً على جهات الفقراء والمساكين، كما كان للمرأة المسلمة خلال العهد الأموي مساهمات بارزة في كثير من المجالات الوقفية، فأوقفن بعض أملاكهن في وجوه الخير راغبات في الأجر والمثوبة من الله.

## إدارة الوقف في العهد الأموي
كانت الأوقاف تُوكل مهام أمورها من حيث تنفيذ شروطها إلى الواقف نفسه، أو من يختاره الواقف ليتولى الوقف وتنفيذ شروطه، وقد استمر هذا الوضع إلى عام (118هـ) في عهد هشام بن عبد الملك، حيث أُقيم في عهده أول ديوان للأحباس –الأوقاف-، وكان أول قاضي بمصر وضع يده على الأوقاف توبة بن نمر في زمن هشام ابن عبد الملك، وإنما كانت الأوقاف في أيدي أهلها وأيدي أوصيائهم، فلما كان توبة قال: ما أرى مرجع هذه الصدقات إلا إلى الفقراء والمساكين، فأرى أن أضع يدي عليها حفظاً لها، فلم يمت توبة حتى صار للوقف ديواناً عظيماً وكان ذلك سنة 118هـ، وبعد هذا أخذ القضاة ينظرون في أمور الحجر وغيره، ثم جمعوا النظر في الحدود إلى النظر في الحقوق.

## الوقف على العلم وطلابه في العهد الأموي
تركز التعليم في العصر الأموي في المساجد، واتجهت عناية الأمويين إلى إنشاء المساجد الجامعة والإنفاق عليها وتوسيعها لتقوم بأدوار مهمة في مجال التعليم، كما تم اتخاذ المؤدبين لتعليم أولاد الضعفاء وإنشاء بعض المكاتب التي يتعلمون بها وأقيمت الأوقاف لأجل ذلك، وقد ذكرت بعض المصادر بوجود أوقاف خُصصت لهذا الغرض؛ حيث أوقف الحكم المستنصر حوانيت السراجين بقرطبة على معلمي الكتاتيب التي افتتحت لتعليم أولاد الفقراء والمساكين.
كما برزت المساهمة المادية في العهد الأموي في إنشاء مكتبة قرطبة العظيمة التي اشتهرت مؤلفاتها، وظهرت نواتها الأولى منذ عهد عبد الرحمن الأوسط، واستمرت في النمو نتيجة الاهتمام الذي أولوه لها، حيث كان الأمويون يحرصون على حيازة المصنفات والكتب مهما بلغ ثمنها وبعد صاحبها، وشارك الخواص بما قدروا عليه في هذا الميدان، وانتقل الأمر من الإنفاق المالي إلى وقف الكتب أو الدور، وما له علاقة بالعلم على أهله وطلابه، حيث قام قاسم بن حامد الأموي بوقف كتبه بعد وفاته.
وجعل أصبغ بن مالك داره بقرطبة وقفاً على القرّاء والمتنسكين ومن كانت رغبته العلم، وكانت كتب هارون بن سالم القرطبي موقفة عند أحمد بن خالد، كما أوصى موسى بن سليمان الأموي بوقف كتبه لأهل العلم، وكان كثير الجمع للكتب.

## الوقف على المساجد في العهد الأموي
قام عمر بن عبد العزيز بتوسعة الحرم النبوي بأمر من الوليد بن عبد الملك، لما استعمله على المدينة، أمره بالزيادة في المسجد، وبنيانه، وأقام الوليد بن عبد الملك الجامع الأموي في دمشق، قال ابن كثير في حوادث عام: (96هـ) فيها تكامل بناء الجامع الأموي بدمشق، وكان أصل موضع هذا الجامع قديماً معبداً بنته اليونان الكلدانيون الذين كانوا يعمرون دمشق، وهم الذين وضعوها وعمروها أولاً، وعندما صارت الخلافة إلى الوليد بن عبد الملك عزم على تحويلها إلى مسجد، بعد أن تفاوض مع النصارى وقام بترضيتهم مقابل عروض مغرية، وقد سجل التأريخ كثرة الأموال التي أنفقها الوليد بن عبد الملك على بناء الجامع مما لا يكاد يصدقه الإنسان لكثرتها.

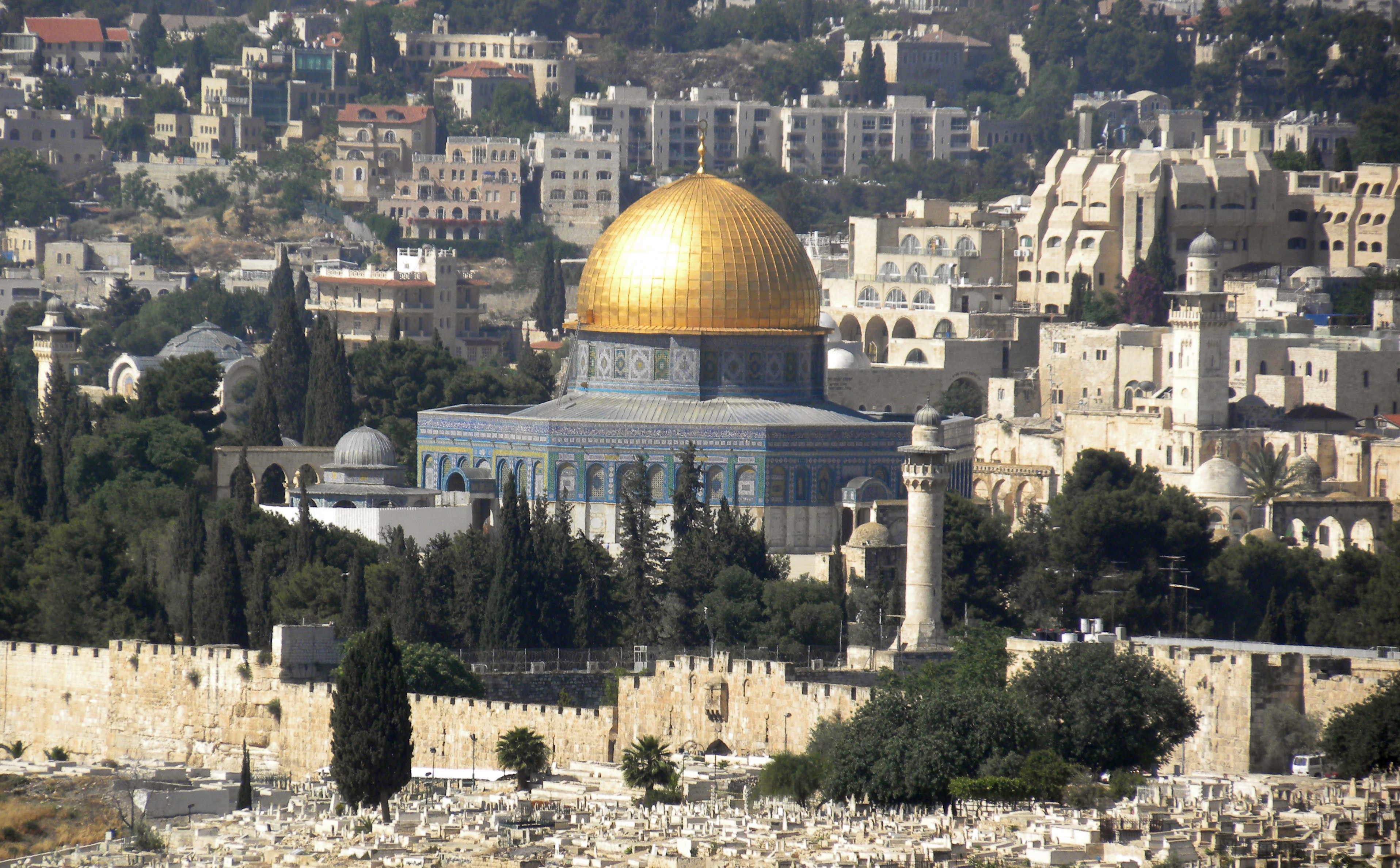
مسجد قبة الصخرة في القدس، الذي بناه الخليفة الأموي عبد الملك بن مروان، وهو أحد أبرز المنجزات المعمارية في العصر الأموي.

وقام عبد الملك بن مروان ببناء جامع بيت المقدس أو جامع الصخرة، وتباينت رواية الذين زاروه وشاهدوه من المؤرخين في العصور المختلفة في ذكر مساحته وعدد عمده ومحاريبه ومنابره والأموال التي أُوقِفَت له، وقام الأمير عبد الرحمن الداخل ببناء جامع قرطبة من مال الوقف.

## الوقف على إطعام الطعام وسُقيا الماء
تنافس الخلفاء والأمراء وعامة الناس خلال العهد الأموي في إنشاء (التكايا) التي كان لها دور بارز في توفير الطعام لطوائف كثيرة من الفقراء والمساكين وابن السبيل وطلبة العلم، وكان الفقراء والمحتاجون في قائمة اهتمامات أمراء وخلفاء بني أمية لذلك أُنشئت دار للصدقة، وعادة ما يتم الإكثار من الصدقات على الفقراء والمحتاجين أوقات القحط.
وفي مصر، فأقدم وقف زراعي يرجع إلى القرن الأول الهجري (عهد عبد العزيز بن مروان 65- 86هـ)، وأن هذا الوقف هو ما عُرف بجنان عمير بن مدرك بالجيزة، فقد ذُكِرَ أن عبد العزيز بن مروان هو الذي غرس لعمير بن مدرك نخله الذي بالجيزة.
ومن الأوقاف في مجال سُقيا الماء، ما قام بإنشاءه معاوية بن أبي سفيان، فقد أجراء عشر عيون في مكة، وأمر بإجراء العين المسماة بـ: (العين الأزرق)، في المدينة، وتعرف أحياناً (بالعين الزرقاء)، والتي أُجريت على يد مروان بن الحكم واليه على المدينة، وهي: بئر كبيرة، معروفة بقباء غرب المسجد في حديقة نخل، وهي بئر واسعة الأرجاء محكمة البناء، متوسطة الرشا، وعذبة الماء.
وما قام به والي الموصل في عهد هشام بن عبد الملك، إذ قام بحفر النهر المكشوف الذي يجيء وسيط الموصل ويشرب أهله منه، وكان السبب في ذلك أن رأى امرأة على عاتقها جرة، وقد جاءت من دجلة وهي تحملها ساعة وتضعها ساعة أخرى تستريح، فسأل عنها، فقيل امرأة حامل جاءت بماء من بعيد وقد أجهدها حمل الماء، فاستعظم ذلك فكتب إلى الخليفة هشام بن عبد الملك يخبره الخبر، ومشكلة بعد الماء على أهل البلد، فكتب إليه يأمره أن يحفر نهراً في وسط المدينة لتقديم وتوفير الخدمات لهم، فابتدأ بحفره واستغرق حفره وقتاً طويلاً، وأنفق عليه أموالاً طائلة، وبعد الانتهاء من حفره أمر الخليفة هشام أن تُبنى أرجاء على ضفافه، ثم أوقف هذه الأرجاء ومستقلاتها على نفقه هذا النهر.

## الوقف على الرعاية الصحية
تجلَّى الدور البارز للوقف في المجال الصحي منذ عهد الخليفة الأموي الوليد بن عبد الملك، حيث اتخذت البيمارستانات لعلاج المرضى، وهو أوَّل مَن اتَّخذها للمرضى؛ حيث بنى بيمارستاناً بدمشق سنة: (88هـ)، وسبَّلَه للمرضى، وقد أبدى الوليد اهتماماً خاصّاً بمرضى الجذام، ومَنَعَهُمْ من سؤال الناس، ووقف عليهم بلداً يَدِرُّ عليهم أرزاقاً، كما أمر لكل مُقْعَدٍ خادماً، ولكلِّ ضرير قائداً، ويذكر أن الخليفة الوليد بن عبد الملك أول من أسس مستشفى خاصاً بالمجذومين وجعل فيه أطباء مهرة، وأجرى عليهم الأرزاق، وأمر بعزلهم عن الأصحاء كي لا تنتقل العدوى من المصابين إلى الأصحاء، وهذا ما يعرف في التاريخ بدور المجذومين، وأُقيمت أيضاً في عهد الدولة الأموية (بيمارستانات المجانين)، وهي متخصصة لأصحاب الأمراض العقلية والعصبية، وكان لهم غرف خاصة وأقسام داخل البيمارستانات العامة.

## دور المرأة في الوقف خلال العهد الأموي
كان أكثر أوقاف النساء في العهد الأموي على المساجد، وتعددت الأسباب والدوافع، فمنها دوافع دينية واجتماعية وعلمية، كما كان لتشجيع الأمراء والخلفاء دور في ذلك، ومن الأمثلة:
- تشجيع الأمير عبد الرحمن بن الحكم لعدد من الجواري اللآئي نزلن بقصره، على البر والسعي بأعمال الخير، وبناء المساجد بأموالهن الخاصة،[2] ومن أشهر هذه المساجد:
  1. مسجد الشفاء: وهو مسجد لإحدى جواري الأمير عبد الرحمن بن الحكم بن هشام، وسمي (الشفاء) باسمها، وهو يقع في الربض الغربي من قرطبة، والشفاء إحدى جواري الأمير، أعتقها وتزوجها.[21]
  2. مسجد طروب: كما بنت السيدة (طروب) مسجداً بإسمها بصدر الربض الغربي بقرطبة.[2]
  3. مسجد البهاء: بنته الأميرة بهاء إبنة ابن الأمير عبد الرحمن بن الحكم مسجداً يُنسب إليها (البهاء).[21]

- وانتشرت لعدد من النساء من سيدات القصر في الأندلس والجواري، وسُميت بأسمائهن، ومنها مسجد (كوثر)، ومسجد (عجب)، ومسجد (أم معاوية)، ومسجد (أم هشام)، وقد بنيت هذه المساجد طيلة فترة الإمارة الأموية.[2]

- وقف رملة بنت عبد الله بن عبد الملك بن مروان: فقد اشترت داراً بمكة وتصدّقت بها ليسكنها الحجاج والمعتمرون، وكان في دارها شراب من أسوقة محلاة ومحمضة، تسقي فيها في الموسم، واستمرت تلك الدار تؤدي مهمتها فلم يزل يُسقى فيها شراب رملة من وقوف وقفتها عليها بالشام.[22]

- وقف عمرة بنت عبد الرحمن: فقد تصدقت بصدقة وأشهدت عليها، وأخرجتها من يدها، فكان ابنها يليها، وهذا يشير إلى أنها جعلت ولاية الوقف لابنها.[3]

## أبرز الواقفين في عهد الدولة الأموية

### أوقاف معاوية بن أبي سفيان
من أبرز أوقاف الخليفة معاوية دور له بمكة، منها الست المتقاطرة، ليس لأحد بينها فصل، أولها دار البيضاء التي على المروة، وبابها من ناحية المروة، ووجهها شارع على الطريق العظمى بين الدارين، وإنما سميت دار البيضاء أنها بنيت بالجص، ثم طليت به، فكانت كلها بيضاء، وجدر الدار الرقطاء إلى جنبها، وإنما سميت الرقطاء، لأنها بنيت بالآجر الأحمر والجص الأبيض، ودار المراجل تلي دار الرقطاء، بينهما الطريق إلى جبل الديلمي، وإنما سميت دار المراجل، لأنها كانت فيها قدور من صفر لمعاوية يطبخ فيها طعام الحاج، وطعام شهر رمضان، ومن أوقافه:
توفير المياه العذبة، فقد قام بإجراء عدة عيون في مكة لتوفير المياه، وجعل الحوائط العشرة بالحرم وهي: حائط الحمام، وحائط عرف، وحائط الصفا، وحائط عورش، وحائط خرمان، وحائط مقيصرة، وحائط حراء، وحائط ابن طارق، وحائط فخ، وحائط بلدح، فهذه عشرة عيون أجراها معاوية في الحرم، قاصد بذلك فعل الخير، وقد أوقف الأصل، وتصدق بما تغلّ من ماء.

### أوقاف عبد الملك بن مروان
أحدث الخليفة عبد الملك بن مروان ماء الثعلبية على طريق الحج العراقي بين الكوفة ومكة المكرمة، وفي القدس، عين سلوان، معروفة وفعالة، وكذلك القناة التي يجري بها الماء على الصهاريج، والآبار، فقد شهدت اهتماماً خاصاً من الخليفة في حينه.

### أوقاف الوليد بن عبد الملك
ومنها البيمارستانات، فهو أول من بنى البيمارستانات في الإسلام، وجعل فيها الأطباء وأجرى فيها الإنفاق.

### أوقاف الحجاج بن يوسف الثقفي
ومن أبرز أوقاف الحجاج بن يوسف الثقفي وقفه لستمائة درع، كان يملكها على الجهاد في سبيل الله، حيث يذكر صاحب مخطوط تاريخ الخلفاء أن الحجاج لما ثقل واشفق على نفسه، دعا ابنه عبد الملك فأوصاه، ومن وصيته له قوله: "إنه لم يترك بيضاء ولا صفراء إلا ستمائة درع، ثلاثمائة يبعث بها إلى ثغور المسلمين، وثلاثمائة تدخر لمن خرج من منافقي العراق.
ومن أعماله الوقفية: حفر بئراً بالشجى، وأنشأ صهاريج بالقرب من البصرة، وقام بإصلاح بركة الياقوتة وهي البئر الذي عمله أبو بكر الصديق بمنى.

### أوقاف عمر بن عبد العزيز
ومن أبرز أوقافه أنه اتخذ داراً لإطعام المساكين والفقراء وابن السبيل، ومنع اهله من أن يصيبوا منها شيئاً، وأنها كانت مخصصة لما سبق ذكره، ولعمر ابن عبد العزيز آباراً بطرق الحج، وكان له داراً بمكة على الحجاج والمعتمرين.

## وصلات خارجية
- التاريخ السياسي للدولة الأموية.
- دور الأمويين في دعم ورعاية العلوم الدينية في المشرق الإسلامي